# Tectónica de placas
Tectónica (português europeu) ou tectônica (português brasileiro) de placas (do grego antigo τεκτονικός relativo à construção) é a teoria científica de que a litosfera da Terra compreende uma série de grandes placas tectônicas que se movem lentamente desde 3–4 bilhões de anos atrás. O modelo se baseia no conceito de deriva continental, uma ideia desenvolvida durante as primeiras décadas do século XX. A tectônica de placas passou a ser aceita pelos geocientistas depois que a expansão do fundo oceânico foi validada em meados da década de 1960. Os processos que resultam nas placas e moldam a crosta terrestre são chamados de tectônica. Placas tectônicas também ocorrem em outros planetas e luas.

Mapa das 16 principais placas tectônicas da Terra :
Divergente:
Convergente:
Transformante:

A litosfera da Terra, a camada externa rígida do planeta, incluindo a crosta e o manto superior, é dividida em sete ou oito placas principais (dependendo de como são definidas) e muitas placas menores ou "plaquetas". Onde as placas se encontram, seu movimento relativo determina o tipo de limite da placa (ou falha): convergente, divergente ou transformante. O movimento relativo das placas varia tipicamente de zero a 10 cm anualmente. As falhas tendem a ser geologicamente ativas, sofrendo terremotos, atividade vulcânica, formação de montanhas e fossas oceânicas.
As placas tectônicas são compostas pela litosfera oceânica e pela litosfera continental mais espessa, cada uma coberta por seu próprio tipo de crosta. Ao longo dos limites convergentes das placas, o processo de subducção carrega a borda de uma placa para baixo da outra e para dentro do manto terrestre. Este processo reduz a área total da superfície (crosta) da Terra. A superfície perdida é equilibrada pela formação de nova crosta oceânica ao longo de margens divergentes pela expansão do fundo do mar, mantendo a área total da superfície constante em uma "correia transportadora" tectônica.
As placas tectônicas são relativamente rígidas e flutuam na astenosfera dúctil abaixo. Variações de densidade lateral no manto resultam em correntes de convecção, o movimento lento e gradual do manto sólido da Terra. Em uma crista de expansão do fundo do mar, as placas se afastam da crista, que é uma elevação topográfica e a crosta recém-formada esfria à medida que se afasta, aumentando sua densidade e contribuindo para o movimento. Numa zona de subducção, a crosta oceânica relativamente fria e densa afunda-se no manto, formando o ramo convectivo descendente de uma célula do manto, que é o mais forte impulsionador do movimento das placas. A importância relativa e a interação de outros fatores propostos, como convecção ativa, ressurgência dentro do manto e arrasto de maré da Lua, ainda são objeto de debate.

## Princípios-chave

Diagrama da estratificação interna da Terra mostrando a litosfera acima da astenosfera (fora de escala)

As camadas externas da Terra são divididas em litosfera e astenosfera. A divisão é baseada nas diferenças nas propriedades mecânicas e no método de transferência de calor. A litosfera é mais fria e rígida, enquanto a astenosfera é mais quente e flui mais facilmente. O princípio fundamental da tectônica de placas é que a litosfera existe como placas tectônicas separadas e distintas, que se movem sobre o sólido fluido da astenosfera. Os movimentos das placas variam de 10 a 40 milímetros na Dorsal Mesoatlântica (aproximadamente tão rápido quanto as unhas crescem), para cerca de 160 milímetros por ano na placa de Nazca (quase tão rápido quanto o crescimento do cabelo).
As placas litosféricas tectônicas consistem em manto litosférico coberto por um ou dois tipos de material crustal: crosta oceânica (em textos mais antigos chamada sima de silício e magnésio) e crosta continental (sial de silício e alumínio). A distinção entre crosta oceânica e crosta continental é baseada em seus modos de formação. A crosta oceânica é formada nos centros de expansão do fundo do mar, enquanto a crosta continental é formada pelo vulcanismo de arco e pela acreção de terrenos por meio de processos tectônicos de placas. A crosta oceânica é mais densa que a crosta continental porque tem menos silício e mais elementos mais pesados que a crosta continental.
A litosfera oceânica tem uma espessura média de 100 quilômetros. Sua espessura é em função de sua idade. Com o passar do tempo, ela esfria conduzindo calor de baixo e liberando-o radiativamente para o espaço. O manto adjacente abaixo é resfriado por esse processo e adicionado à sua base. Como ela é formada nas dorsais meso-oceânicas e se espalha para fora, sua espessura é, portanto, uma função de sua distância da dorsal meso-oceânica onde foi formada. Para uma distância típica que a litosfera oceânica deve percorrer antes de ser subduzida, a espessura varia de cerca de 6 quilômetros de espessura nas dorsais meso-oceânicas até mais de 100 quilômetros em zonas de subducção. Para distâncias mais curtas ou mais longas, a zona de subducção e, portanto, também a espessura média, torna-se menor ou maior, respectivamente.
O local onde duas placas se encontram é chamado de limite de placa, que são onde ocorrem eventos geológicos, como terremotos e a criação de características topográficas, como montanhas, vulcões, dorsais meso-oceânicas e fossas oceânicas. A grande maioria dos vulcões ativos do mundo ocorre ao longo dos limites das placas, sendo o Anel de Fogo da Placa do Pacífico o mais ativo e amplamente conhecido. Alguns vulcões ocorrem no interior das placas e têm sido atribuídos de várias maneiras à deformação interna das placas.

## Tipos de limites de placas
Existem três tipos de limites de placas, caracterizados pela maneira como as placas se movem em relação umas às outras. Eles estão associados a diferentes tipos de fenômenos de superfície. Os diferentes tipos de limites de placas são:

Limite divergente

- Limites divergentes (limites construtivos ou limites extensionais). É quando duas placas deslizam e se afastam uma da outra. Em zonas de rifteamento entre oceanos, limites divergentes se formam pela expansão do fundo do mar, permitindo a formação de novas bacias oceânicas, por exemplo, a Dorsal Mesoatlântica e a Dorsal do Pacífico Leste. À medida que a placa oceânica se divide, a crista se forma no centro de expansão, a bacia oceânica se expande e, finalmente, a área da placa aumenta, causando muitos pequenos vulcões e/ou terremotos superficiais. Em zonas de rifteamento entre continentes, limites divergentes podem causar a formação de novas bacias oceânicas à medida que o continente se divide, se espalha, o rifte central entra em colapso e o oceano preenche a bacia, por exemplo, o Rift da África Oriental.[17][18]

Limite convergente

- Limites convergentes (limites destrutivos ou margens ativas) ocorrem quando duas placas deslizam uma em direção à outra para formar uma zona de subducção (uma placa se movendo por baixo da outra) ou uma colisão continental. As zonas de subducção são de dois tipos: subducção oceano-continente, onde a densa litosfera oceânica mergulha sob o continente menos denso, ou subducção oceano-oceano, onde a crosta oceânica mais antiga, mais fria e mais densa desliza sob a crosta oceânica menos densa. As fossas marinhas profundas são normalmente associadas a zonas de subducção.[17][18] Terremotos traçam o caminho da placa descendente conforme ela desce em direção à astenosfera, uma trincheira se forma e, à medida que a placa subduzida é aquecida, ela libera voláteis, principalmente água de minerais hidratados, no manto circundante. A adição de água diminui o ponto de fusão do material do manto acima da placa subductiva, fazendo com que ele derreta. O magma resultante normalmente leva ao vulcanismo.[19][17][18]

Falha transformante

- Limites de transformação ( imites conservativos ou limites de deslizamento) ocorrem onde as placas não são criadas nem destruídas. Em vez disso, duas placas deslizam, ou talvez mais precisamente, esfregam uma na outra, ao longo de falhas transformantes. O movimento relativo das duas placas é sinistral (lado esquerdo em direção ao observador) ou dextral (lado direito em direção ao observador). Falhas transformantes ocorrem em um centro de dispersão. Fortes terremotos podem ocorrer ao longo de uma falha. A Falha de San Andreas, na Califórnia, é um exemplo de um limite de transformação que exibe movimento destro.[17][18]
- Outras zonas de limites de placas ocorrem onde os efeitos das interações não são claros, e os limites, geralmente ocorrendo ao longo de um cinturão largo, não são bem definidos e podem mostrar vários tipos de movimentos em episódios diferentes.[17][18]

## Forças motrizes

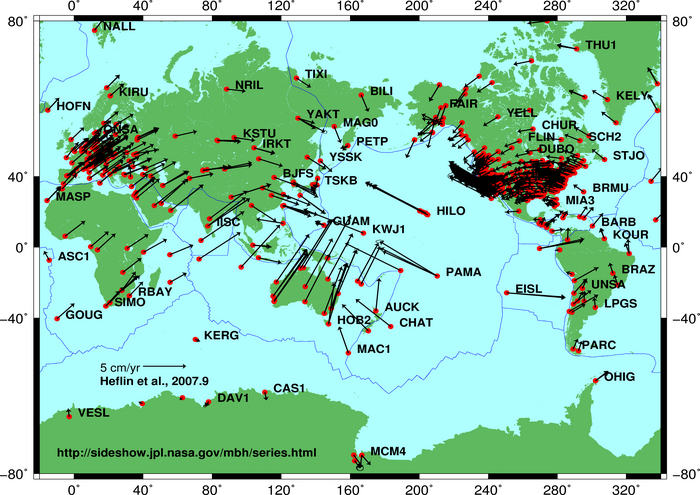
Movimento de placas baseado em dados de satélite do Sistema de Posicionamento Global (GPS) da NASA JPL. Cada ponto vermelho é um ponto de medição e os vetores mostram a direção e a magnitude do movimento.

Mapa detalhado mostrando as placas tectônicas com seus vetores de movimento.

As placas tectônicas conseguem se mover devido à densidade relativa da litosfera oceânica e à relativa fraqueza da astenosfera. A dissipação de calor do manto é a fonte original de energia necessária para impulsionar a tectônica de placas por meio de convecção ou ressurgência e formação de cúpulas em larga escala. Como consequência, uma fonte poderosa que gera movimento de placas é o excesso de densidade da litosfera oceânica afundando em zonas de subducção. Quando a nova crosta se forma nas dorsais meso-oceânicas, essa litosfera oceânica é inicialmente menos densa que a astenosfera subjacente, mas se torna mais densa com a idade, à medida que esfria e engrossa de forma condutiva. A maior densidade da litosfera antiga em relação à astenosfera subjacente permite que ela afunde no manto profundo em zonas de subducção, fornecendo a maior parte da força motriz para o movimento das placas. A fraqueza da astenosfera permite que as placas tectônicas se movam facilmente em direção a uma zona de subducção.

### Dinâmica do manto
Durante grande parte do primeiro quarto do século XX, a principal teoria da força motriz por trás dos movimentos das placas tectônicas previa correntes de convecção em larga escala no manto terrestre superior, que podem ser transmitidas através da astenosfera. Esta teoria foi lançada por Arthur Holmes e alguns precursores na década de 1930.
Imagens bidimensionais e tridimensionais do interior da Terra (tomografia sísmica) mostram uma distribuição variável de densidade lateral por todo o manto. Essas variações de densidade podem ser materiais (da química das rochas), minerais (das variações nas estruturas minerais) ou térmicas (por meio da expansão e contração térmica da energia térmica). A manifestação desta densidade lateral variável é a convecção do manto devido às forças de flutuabilidade.

#### Tectônica de plumas
Na teoria da tectônica de plumas seguida por vários pesquisadores durante a década de 1990, um conceito modificado de correntes de convecção do manto é usado. Ela afirma que superplumas surgem do manto mais profundo e são as propulsoras ou substitutas das principais células de convecção. Essas ideias têm suas raízes no início da década de 1930, nos trabalhos de Beloussov e van Bemmelen, que inicialmente se opunham à tectônica de placas e colocavam o mecanismo em uma estrutura fixa de movimentos verticais. Van Bemmelen posteriormente modificou o conceito em seus "Modelos de Undation" e usou "Bolhas do Manto" como a força motriz para movimentos horizontais, invocando forças gravitacionais para longe da dominação da crosta regional.
O mecanismo ainda é defendido para explicar a fragmentação de supercontinentes durante épocas geológicas específicas. Tem seguidores entre os cientistas envolvidos na teoria da expansão da Terra.

#### Surto tectônico
Outra teoria é que o manto não flui em células nem em grandes plumas, mas sim como uma série de canais logo abaixo da crosta terrestre, que então fornecem atrito basal à litosfera. Esta teoria, denominada “surto tectônico”, foi popularizada durante as décadas de 1980 e 1990. Pesquisas recentes, baseadas em modelagem computacional tridimensional, sugerem que a geometria das placas é governada por uma combinação entre os padrões de convecção do manto e a força da litosfera.

### Gravidade
Forças relacionadas à gravidade são invocadas como fenômenos secundários dentro da estrutura de um mecanismo de condução mais geral, como as várias formas de dinâmica do manto descritas acima. Nas visões modernas, a gravidade é invocada como a principal força motriz, por meio da tração das placas ao longo das zonas de subducção. O deslizamento gravitacional para longe de uma crista em expansão é uma das forças motrizes propostas, que propõe que o movimento das placas é impulsionado pela maior elevação das placas nas cristas oceânicas.
De acordo com teorias mais antigas, um dos mecanismos de condução das placas é a existência de grandes cúpulas de astenosfera/manto que causam o deslizamento gravitacional das placas litosféricas para longe delas. Esse deslizamento gravitacional representa um fenômeno secundário desse mecanismo basicamente orientado verticalmente. Ela encontra suas raízes no Modelo de Undação de Reinout van Bemmelen. Isto pode atuar em várias escalas, desde a pequena escala de um arco insular até à escala maior de uma bacia oceânica inteira.

### Rotação da Terra
Alfred Wegener, sendo meteorologista, propôs as forças de maré e as forças centrífugas como os principais mecanismos de propulsão por trás da deriva continental; no entanto, essas forças foram consideradas muito pequenas para causar o movimento continental, pois o conceito era de continentes avançando através da crosta oceânica.
Para que esses mecanismos sejam válidos em geral, devem existir relações sistemáticas em todo o globo entre a orientação e a cinemática da deformação e a grade geográfica latitudinal e longitudinal da própria Terra. Esses estudos de relações sistemáticas na segunda metade do século XIX e na primeira metade do século XX ressaltam exatamente o oposto: que as placas não se moveram no tempo, que a grade de deformação era fixa em relação ao equador e ao eixo da Terra e que as forças gravitacionais motrizes estavam geralmente agindo verticalmente e causavam apenas movimentos horizontais locais (as chamadas "teorias fixistas" pré-tectônicas de placas). Estudos posteriores, portanto, invocaram muitas das relações reconhecidas durante este período pré-tectônica de placas para apoiar suas teorias.

#### Força de maré
Das muitas forças discutidas acima, a força de maré ainda é altamente debatida e defendida como uma possível força motriz principal da tectônica de placas. As outras forças são usadas apenas em modelos geodinâmicos globais que não usam conceitos de tectônica de placas (portanto, além das discussões tratadas nesta seção) ou são propostas como modulações menores dentro do modelo geral de tectônica de placas. Em 1973, George W. Moore do USGS e RC Bostrom apresentaram evidências de uma deriva geral para oeste da litosfera da Terra em relação ao manto, com base na inclinação das zonas de subducção (mergulho raso em direção ao leste, mergulho acentuado em direção ao oeste). Eles concluíram que as forças de maré (o atraso de maré ou "atrito") causadas pela rotação da Terra e as forças que atuam sobre ela pela Lua são uma força motriz para a tectônica de placas. À medida que a Terra gira para o leste abaixo da Lua, a gravidade da Lua puxa levemente a camada da superfície da Terra de volta para o oeste, exatamente como proposto por Alfred Wegener (veja acima). Desde 1990, esta teoria é defendida principalmente por Doglioni e colaboradores (Doglioni 1990), como num estudo mais recente de 2006, onde os cientistas revisaram e defenderam estas ideias. Foi sugerido em Lovett (2006) que esta observação também pode explicar por que Vênus e Marte não têm placas tectônicas, já que Vênus não tem lua e as luas de Marte são muito pequenas para ter efeitos de maré significativos no planeta. Foi sugerido que, por outro lado, pode ser facilmente observado que muitas placas se movem para norte e leste, e que o movimento predominantemente para oeste das bacias do Oceano Pacífico deriva simplesmente da inclinação para leste do centro de expansão do Pacífico (que não é uma manifestação prevista de tais forças lunares). No entanto, que em relação ao manto inferior, há um ligeiro componente para oeste nos movimentos de todas as placas observado apenas nos últimos 30 Ma, é atribuído ao aumento do domínio da Placa do Pacífico, que está em constante crescimento e aceleração. O debate ainda está aberto, e um artigo recente de Hofmeister et al. (2022) reviveu a ideia defendendo novamente a interação entre a rotação da Terra e a Lua como principais forças motrizes das placas.

## História da teoria

### Resumo
O desenvolvimento da teoria da tectônica de placas foi a mudança científica e cultural que ocorreu durante um período de 50 anos de debate científico. O evento da aceitação em si foi uma mudança de paradigma e pode, portanto, ser classificado como uma revolução científica.

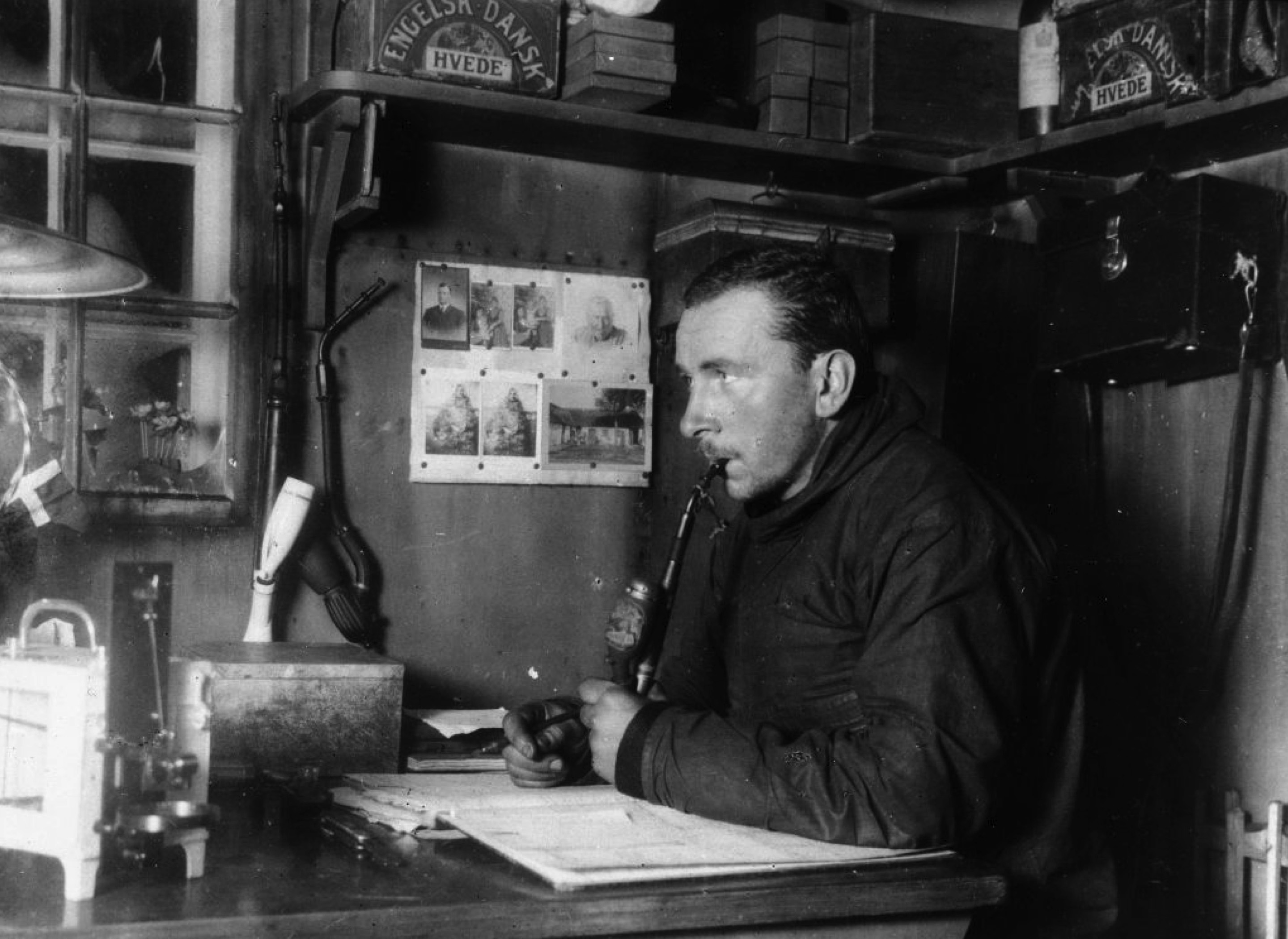
Alfred Wegener na Groenlândia no inverno de 1912–13.

Por volta do início do século XX, vários teóricos tentaram, sem sucesso, explicar as muitas continuidades geográficas, geológicas e biológicas entre os continentes. Em 1912, o meteorologista Alfred Wegener descreveu o que chamou de deriva continental, uma ideia que culminou cinquenta anos depois na teoria moderna da tectônica de placas.
Wegener expandiu sua teoria em seu livro de 1915, The Origin of Continents and Oceans. Partindo da ideia (também expressa pelos seus precursores) de que os continentes atuais formaram uma única massa de terra (mais tarde denominada Pangeia), Wegener sugeriu que estes se separaram e afastaram-se.
Apesar de muita oposição, a visão da deriva continental ganhou apoio e um debate animado começou entre "derivadores" ou "mobilistas" (proponentes da teoria) e "fixistas" (opositores). Durante as décadas de 1920, 1930 e 1940, o primeiro atingiu marcos importantes propondo que as correntes de convecção podem ter impulsionado os movimentos das placas e que a propagação pode ter ocorrido abaixo do mar, dentro da crosta oceânica. Conceitos próximos aos elementos da tectônica de placas foram propostos por geofísicos e geólogos (fixistas e mobilistas) como Vening-Meinesz, Holmes e Umbgrove. Em 1941, Otto Ampferer descreveu, na sua publicação “Reflexões sobre o cinema da região atlântica”, processos que anteciparam a expansão e a subducção do fundo oceânico. Uma das primeiras evidências geofísicas usadas para apoiar o movimento das placas litosféricas veio do paleomagnetismo. Isso se baseia no fato de que rochas de diferentes idades apresentam uma direção de campo magnético variável, evidenciada por estudos desde meados do século XIX. Os polos magnéticos norte e sul se invertem ao longo do tempo e, o que é especialmente importante em estudos paleotectônicos, a posição relativa do polo magnético norte varia ao longo do tempo. Inicialmente, durante a primeira metade do século XX, o último fenômeno foi explicado pela introdução do que foi chamado de "divergência polar", ou seja, supunha-se que a localização do polo norte estava mudando ao longo do tempo. Uma explicação alternativa, no entanto, era que os continentes se moveram (mudaram de posição e giraram) em relação ao polo norte, e cada continente, de fato, mostra seu próprio "caminho de deslocamento polar". No final da década de 1950, foi demonstrado com sucesso em duas ocasiões que esses dados poderiam mostrar a validade da deriva continental: por Keith Runcorn em um artigo em 1956 e por Warren Carey em um simpósio realizado em março de 1956.
A segunda evidência em apoio à deriva continental surgiu no final da década de 1950 e início da década de 1960, a partir de dados sobre a batimetria dos fundos oceânicos profundos e a natureza da crosta oceânica, como as propriedades magnéticas e, de forma mais geral, com o desenvolvimento da geologia marinha que forneceu evidências da associação da expansão do fundo do mar ao longo das dorsais meso-oceânicas e das inversões do campo magnético, publicadas entre 1959 e 1963 por Heezen, Dietz, Hess, Mason, Vine & Matthews e Morley.

### Deriva continental
Foi observado já em 1596 que as costas opostas do Oceano Atlântico — ou, mais precisamente, as bordas das plataformas continentais — têm formas semelhantes e parecem ter-se encaixado umas nas outras. Desde então, muitas teorias foram propostas para explicar essa aparente complementaridade, mas a suposição de uma Terra sólida tornou essas várias propostas difíceis de aceitar.
A descoberta da radioatividade e das suas propriedades deaquecimento em 1895 levou a um reexame da idade aparente da Terra. Isso já havia sido estimado pela sua taxa de resfriamento, sob a suposição de que a superfície da Terra irradiava como um corpo negro.
Em 1915, depois de ter publicado um primeiro artigo em 1912, Alfred Wegener estava a apresentar argumentos sérios a favor da ideia da deriva continental na primeira edição de The Origin of Continents and Oceans.

### Continentes flutuantes, paleomagnetismo e zonas de sismicidade

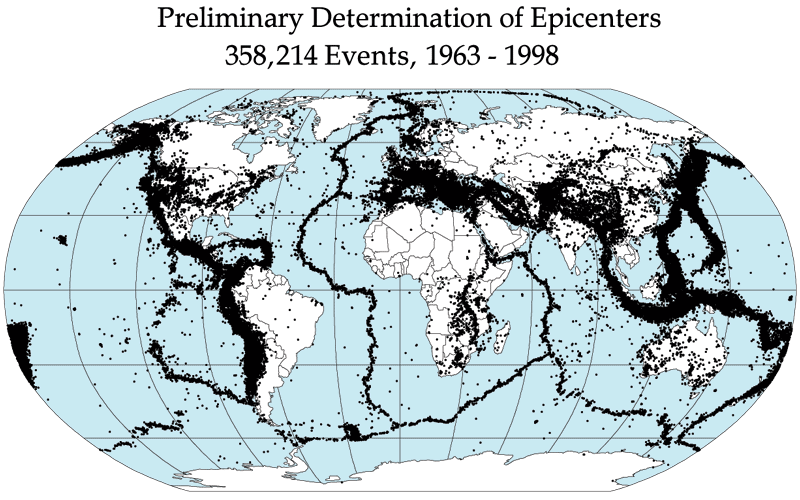
Epicentros globais de terremotos, 1963–1998. A maioria dos terremotos ocorre em faixas estreitas que correspondem às localizações dos limites das placas litosféricas.

Mapa de terremotos em 2016

Durante o século XX, melhorias e maior uso de instrumentos sísmicos, como sismógrafos, permitiram que os cientistas aprendessem que os terremotos tendem a se concentrar em áreas específicas, principalmente ao longo das fossas oceânicas e das cristas oceânicas. No final da década de 1920, os sismólogos começaram a identificar diversas zonas proeminentes de terremotos paralelas às trincheiras, que normalmente eram inclinadas de 40 a 60° em relação à horizontal e se estendiam por centenas de quilômetros para dentro da Terra. Essas zonas mais tarde ficaram conhecidas como zonas de Wadati–Benioff, ou simplesmente zonas de Benioff, em homenagem aos sismólogos que as reconheceram pela primeira vez, Kiyoo Wadati do Japão e Hugo Benioff dos Estados Unidos. O estudo da sismicidade global avançou muito na década de 1960 com o estabelecimento da Rede Mundial Padronizada de Sismógrafos (WWSSN, sigla em inglês) para monitorar o cumprimento do tratado de 1963 que proíbe testes de armas nucleares acima do solo. Os dados muito melhorados dos instrumentos WWSSN permitiram que os sismólogos mapeassem com precisão as zonas de concentração de terremotos em todo o mundo.
Enquanto isso, surgiram debates em torno do fenômeno da deriva polar. Desde os primeiros debates sobre a deriva continental, os cientistas discutiram e usaram evidências de que a deriva polar ocorreu porque os continentes pareciam ter se movido por diferentes zonas climáticas no passado. Além disso, dados paleomagnéticos mostraram que o polo magnético também mudou ao longo do tempo. Raciocinando de forma oposta, os continentes podem ter se deslocado e girado, enquanto o polo permaneceu relativamente fixo. A primeira vez que a evidência da deriva polar magnética foi usada para apoiar os movimentos dos continentes foi em um artigo de Keith Runcorn em 1956.
Isto foi imediatamente seguido por um simpósio sobre a deriva continental na Tasmânia em março de 1956, organizado por S. Warren Carey, que tinha sido um dos apoiantes e promotores da deriva continental desde os 1930.
Durante a década de 1930 até o final da década de 1950, trabalhos de Vening-Meinesz, Holmes, Umbgrove e vários outros delinearam conceitos que eram próximos ou quase idênticos à teoria moderna da tectônica de placas. Em particular, o geólogo inglês Arthur Holmes propôs em 1920 que as junções de placas poderiam estar sob o mar e, em 1928, que as correntes de convecção dentro do manto poderiam ser a força motriz.

### Propagação e convecção da dorsal meso-oceânica
Em 1947, uma equipe de cientistas liderada por Maurice Ewing, utilizando o navio de pesquisa Atlantis, do Woods Hole Oceanographic Institution, e uma série de instrumentos, confirmou a existência de uma elevação no Oceano Atlântico central e descobriu que o fundo do mar abaixo da camada de sedimentos consistia em basalto, não em granito, que é o principal constituinte dos continentes. Eles também descobriram que a crosta oceânica era muito mais fina que a crosta continental. Todas estas novas descobertas levantaram questões importantes e intrigantes.
Os novos dados coletados nas bacias oceânicas também mostraram características particulares em relação à batimetria. Um dos principais resultados desses conjuntos de dados foi que, em todo o globo, um sistema de dorsais meso-oceânicas foi detectado. Uma conclusão importante foi que, ao longo desse sistema, um novo fundo oceânico estava sendo criado, o que levou ao conceito de "Grande Fenda Global". Isto foi descrito no artigo crucial de Bruce Heezen (1960) baseado no seu trabalho com Marie Tharp, que desencadearia uma verdadeira revolução no pensamento.
A questão intrigou particularmente Harry Hammond Hess, geólogo da Universidade de Princeton e contra-almirante da Reserva Naval, e Robert S. Dietz, cientista do Serviço Geodésico e Costeiro dos Estados Unidos que cunhou o termo expansão do fundo do mar. Dietz e Hess (o primeiro publicou a mesma ideia um ano antes na Nature, mas a prioridade pertence a Hess, que já havia distribuído um manuscrito não publicado de seu artigo de 1962 em 1960) estavam entre o pequeno número que realmente entendeu as amplas implicações da expansão do fundo do mar e como isso acabaria concordando com as ideias não convencionais e não aceitas da deriva continental e os modelos elegantes e mobilísticos propostos por trabalhadores anteriores como Holmes.
No mesmo ano, Robert R. Coats do US Geological Survey descreveu as principais características da subducção do arco insular nas Ilhas Aleutas.

## Implicações para a vida
A tectônica de placas é um critério necessário para que um planeta seja capaz de sustentar vida complexa devido ao papel que a tectônica de placas desempenha na regulação do ciclo do carbono.
A teoria da deriva continental ajuda os biogeógrafos a explicar a distribuição biogeográfica disjunta da vida atual encontrada em diferentes continentes, mas com ancestrais semelhantes.

## Reconstrução de placas

### Surgimento da tectônica de placas e movimentos de placas anteriores
O momento do surgimento da tectônica de placas na Terra tem sido objeto de considerável controvérsia, com o tempo estimado variando enormemente entre os pesquisadores, abrangendo 85% da história da Terra. Alguns autores sugeriram que durante pelo menos parte do período Arqueano (~4-2,5 bilhões de anos atrás) o manto estava entre 100 e 250 °C mais quente do que atualmente, o que é considerado incompatível com a tectônica de placas de estilo moderno. A natureza cada vez mais félsica das rochas preservadas entre 3 e 2,5 bilhões de anos atrás sugere que zonas de subducção já haviam surgido nessa época, com zircões preservados sugerindo que a subducção pode ter começado há 3,8 bilhões de anos. As primeiras zonas de subducção parecem ter sido temporárias e localizadas, embora o grau em que isso ocorreu seja controverso. Sugere-se que a tectônica de placas moderna tenha surgido há pelo menos 2,2 bilhões de anos com a formação do primeiro supercontinente reconhecido, o Colúmbia, embora alguns autores tenham sugerido que a tectônica de placas não apareceu até 800 milhões de anos atrás, com base no aparecimento tardio de tipos de rochas como o xisto azul, que requerem material subduzido frio. Outros autores sugeriram que a tectónica de placas já era funcional no Hadeano, há mais de 4 bilhões de anos.
Vários tipos de informações quantitativas e semiquantitativas estão disponíveis para restringir os movimentos anteriores das placas. O ajuste geométrico entre continentes, como entre a África Ocidental e a América do Sul, ainda é uma parte importante da reconstrução de placas. Os padrões de bandas magnéticas fornecem um guia confiável para os movimentos relativos das placas que remontam ao período Jurássico. Os rastros dos pontos críticos fornecem reconstruções absolutas, mas estas só estão disponíveis até o Cretáceo. Reconstruções mais antigas baseiam-se principalmente em dados de polos paleomagnéticos, embora estes restrinjam apenas a latitude e a rotação, mas não a longitude. A combinação de polos de diferentes idades em uma placa específica para produzir trajetórias de deriva polar aparentes fornece um método para comparar os movimentos de diferentes placas ao longo do tempo. Evidências adicionais vêm da distribuição de certos tipos de rochas sedimentares, províncias faunísticas mostradas por grupos fósseis particulares e a posição de cinturões orogênicos.

#### Formação e desagregação dos continentes
O movimento das placas causou a formação e a fragmentação dos continentes ao longo do tempo, incluindo a formação ocasional de um supercontinente que contém a maioria ou todos os continentes. O supercontinente Colúmbia ou Nuna formou-se durante um período de 2 a 1,8 bilhão de anos atrás e se separou há cerca de 1,5 a 1,3 bilhão de anos atrás. Acredita-se que o supercontinente Rodínia tenha se formado há cerca de 1 bilhão de anos atrás e ter incorporado a maioria ou todos os continentes da Terra, e dividido em oito continentes por volta de 600 milhões de anos atrás. Os oito continentes mais tarde se reuniram em outro supercontinente chamado Pangeia; Pangeia se dividiu em Laurásia (que se tornou América do Norte e Eurásia) e Gondwana (que se tornou os continentes restantes). Acredita-se que o Himalaia, a cadeia de montanhas mais alta do mundo, tenha sido formado pela colisão de duas placas principais. Antes da elevação, a área onde eles estão era coberta pelo Mar de Tétis.

## Placas atuais

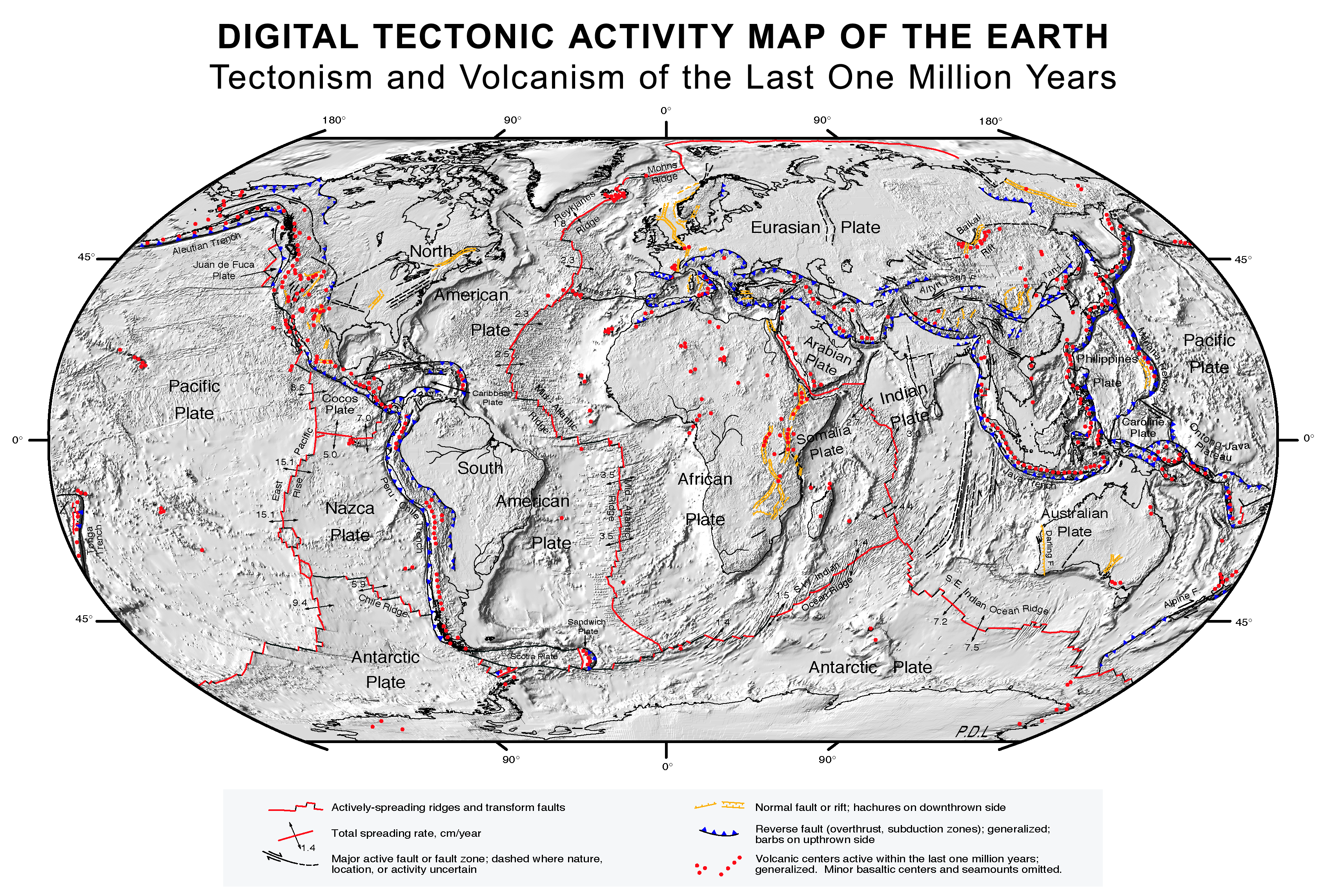
Mapa de placas tectônicas atuais

Dependendo de como são definidas, geralmente há sete ou oito placas "principais": Africana, Antártica, Eurasiática, Norte-Americana, Sul-Americana, Pacífica e Indo-Australiana. Esta última é às vezes subdividida em placas indiana e australiana. Existem dezenas de placas menores, das quais as oito maiores são: Arábia, Caribe, Juan de Fuca, Cocos, Nazca, Filipinas, Scotia e Somali. Durante a década de 2020, surgiram novas propostas que dividem a crosta terrestre em muitas placas menores, chamadas terrenos, o que reflete o fato de que as reconstruções de placas mostram que as placas maiores foram deformadas internamente e as placas oceânicas e continentais foram fragmentadas ao longo do tempo. Isto resultou na definição de aproximadamente 1200 terrenos dentro das placas oceânicas, blocos continentais e zonas móveis (cinturões montanhosos) que os separam.

## Outros corpos celestes
O aparecimento de placas tectônicas em planetas rochosos está relacionado à massa planetária, sendo esperado que planetas mais massivos que a Terra apresentem placas tectônicas. A Terra pode ser um caso limite, devendo sua atividade tectônica à água abundante (a sílica e a água formam um eutético profundo).

### Vênus
Vênus não mostra evidências de placas tectônicas ativas. Uma explicação para isto é que as temperaturas em Vénus são demasiado elevadas para que haja água em quantidade significativa. A crosta terrestre é encharcada de água, que desempenha um papel importante no desenvolvimento de zonas de cisalhamento. A tectônica de placas requer superfícies fracas na crosta ao longo das quais fatias da crosta podem se mover e pode muito bem ser que tal enfraquecimento nunca tenha ocorrido em Vênus devido à ausência de água. No entanto, alguns investigadores continuam convencidos de que a tectônica de placas está ou esteve ativa neste planeta.

### Marte
Na década de 1990, foi proposto que a Dicotomia Crostal Marciana foi criada por processos tectônicos de placas. Os cientistas determinaram desde então que foi criado pela ressurgência no manto marciano que engrossou a crosta das Terras Altas do Sul e formou Tharsis ou por um impacto gigante que escavou as Terras Baixas Setentrionais. O Valles Marineris pode ser um limite tectônico.
Observações feitas do campo magnético de Marte pela sonda espacial Mars Global Surveyor em 1999 mostraram padrões de faixas magnéticas descobertos neste planeta. Alguns cientistas interpretaram isso sinais de processos tectônicos de placas, como a expansão do fundo oceânico. No entanto, os seus dados falharam num “teste de reversão magnética”, que é usado para verificar se foram formados pela inversão das polaridades de um campo magnético global.

### Exoplanetas
Em planetas do tamanho da Terra, a tectônica de placas é mais provável se houver oceanos de água. No entanto, em 2007, duas equipas independentes de investigadores chegaram a conclusões opostas sobre a probabilidade de ocorrência de tectônica de placas em superterras maiores com uma equipe a dizer que a tectônica de placas seria episódica ou estagnada e outra a dizer que a tectonica de placas é muito provável em superterras, mesmo que o planeta esteja seco. A consideração da tectônica de placas é parte da busca por inteligência extraterrestre e vida extraterrestre.

#### Livros
- Butler, Robert F. (1992). «Applications to paleogeography» (PDF). Paleomagnetism: Magnetic domains to geologic terranes. [S.l.]: Blackwell. ISBN 978-0-86542-070-0. Consultado em 18 de junho de 2010. Cópia arquivada (PDF) em 17 de agosto de 2010
- Carey, S.W. (1958). «The tectonic approach to continental drift». In:  Carey, S.W. Continental Drift – A symposium, held in March 1956. Hobart, Tasmania: University of Tasmania. pp. 177–363 Expanding Earth from pp. 311–49.
- Condie, K.C. (1997). Plate tectonics and crustal evolution 4th ed. [S.l.]: Butterworth-Heinemann. p. 282. ISBN 978-0-7506-3386-4. Consultado em 18 de junho de 2010
- Foulger, Gillian R. (2010). Plates vs Plumes: A Geological Controversy. [S.l.]: Wiley-Blackwell. ISBN 978-1-4051-6148-0
- Frankel, H. (1987). «The Continental Drift Debate». In:  H.T. Engelhardt Jr; A.L. Caplan. Scientific Controversies: Case Studies in the Resolution and Closure of Disputes in Science and Technology. [S.l.]: Cambridge University Press. ISBN 978-0-521-27560-6
- Hancock, Paul L.; Skinner, Brian J.; Dineley, David L. (2000). The Oxford Companion to The Earth. [S.l.]: Oxford University Press. ISBN 978-0-19-854039-7
- Hess, H.H. (novembro de 1962). «History of Ocean Basins» (PDF). In:  A.E.J. Engel; Harold L. James; B.F. Leonard. Petrologic studies: a volume to honor of A.F. Buddington. Boulder, CO: Geological Society of America. pp. 599–620
- Holmes, Arthur (1978). Principles of Physical Geology 3rd ed. [S.l.]: Wiley. pp. 640–41. ISBN 978-0-471-07251-5
- Joly, John (1909). Radioactivity and Geology: An Account of the Influence of Radioactive Energy on Terrestrial History. Londres: Archibald Constable & Company. p. 36. ISBN 978-1-4021-3577-4 (Joly, J. (1910). «Review of Radioactivity and Geology». Journal of Geology. 18 (6): 568–570. Bibcode:1910JG.....18..568J. doi:10.1086/621777)
- Kious, W. Jacquelyne; Tilling, Robert I. (fevereiro de 1996). «Historical perspective». This Dynamic Earth: the Story of Plate Tectonics Online ed. [S.l.]: United States Geological Survey. ISBN 978-0-16-048220-5. Consultado em 29 de janeiro de 2008. Abraham Ortelius in his work Thesaurus Geographicus... suggested that the Americas were 'torn away from Europe and Africa... by earthquakes and floods... The vestiges of the rupture reveal themselves, if someone brings forward a map of the world and considers carefully the coasts of the three [continents].'
- Lippsett, Laurence (2006). «Maurice Ewing and the Lamont–Doherty Earth Observatory». In:  William Theodore De Bary; Jerry Kisslinger; Tom Mathewson. Living Legacies at Columbia. [S.l.]: Columbia University Press. pp. 277–97. ISBN 978-0-231-13884-0. Consultado em 22 de junho de 2010
- Little, W.; Fowler, H.W.; Coulson, J. (1990).  Onions C.T., ed. The Shorter Oxford English Dictionary: on historical principles. II 3rd ed. [S.l.]: Clarendon Press. ISBN 978-0-19-861126-4
- Lliboutry, L. (2000). Quantitative Geophysics and Geology. [S.l.]: Springer. ISBN 978-1-85233-115-3. Consultado em 18 de junho de 2010
- McKnight, Tom (2004). Geographica: The complete illustrated Atlas of the world. Nova York, NY: Barnes and Noble Books. ISBN 978-0-7607-5974-5
- Meissner, Rolf (2002). The Little Book of Planet Earth. Nova York, NY: Copernicus Books. p. 202. ISBN 978-0-387-95258-1
- Meyerhoff, Arthur Augustus; Taner, I.; Morris, A.E.L.; Agocs, W.B.; Kamen-Kaye, M.; Bhat, Mohammad I.; Smoot, N. Christian; Choi, Dong R. (1996).  Donna Meyerhoff Hull, ed. Surge tectonics: a new hypothesis of global geodynamics. Col: Solid Earth Sciences Library. 9. [S.l.]: Springer Netherlands. p. 348. ISBN 978-0-7923-4156-7
- Moss, S.J.; Wilson, M.E.J. (1998). «Biogeographic implications from the Tertiary palaeogeographic evolution of Sulawesi and Borneo» (PDF). In:  Hall, R.; Holloway, J.D. Biogeography and Geological Evolution of SE Asia. Leiden, The Netherlands: Backhuys. pp. 133–63. ISBN 978-90-73348-97-4. Consultado em 29 de janeiro de 2008. Cópia arquivada (PDF) em 16 de fevereiro de 2008
- Oreskes, Naomi, ed. (2003). Plate Tectonics: An Insider's History of the Modern Theory of the Earth. [S.l.]: Westview. ISBN 978-0-8133-4132-3
- Read, Herbert Harold; Watson, Janet (1975). Introduction to Geology. New York, NY: Halsted. pp. 13–15. ISBN 978-0-470-71165-1. OCLC 317775677
- Schmidt, Victor A.; Harbert, William (1998). «The Living Machine: Plate Tectonics». Planet Earth and the New Geosciences 3rd ed. [S.l.]: Kendall/Hunt Publishing Company. p. 442. ISBN 978-0-7872-4296-1. Consultado em 28 de janeiro de 2008. Cópia arquivada em 24 de janeiro de 2010 «Unit 3: The Living Machine: Plate Tectonics». Cópia arquivada em 28 de março de 2010
- Schubert, Gerald; Turcotte, Donald L.; Olson, Peter (2001). Mantle Convection in the Earth and Planets. Cambridge, England: Cambridge University Press. ISBN 978-0-521-35367-0
- Stanley, Steven M. (1999). Earth System History. [S.l.]: W.H. Freeman. pp. 211–28. ISBN 978-0-7167-2882-5
- Stein, Seth; Wysession, Michael (2009). An Introduction to Seismology, Earthquakes, and Earth Structure. Chichester: John Wiley & Sons. ISBN 978-1-4443-1131-0
- Sverdrup, H.U.; Johnson, M.W.; Fleming, R.H. (1942). The Oceans: Their physics, chemistry and general biology. Englewood Cliffs: Prentice-Hall. p. 1087
- Thompson, Graham R.; Turk, Jonathan (1991). Modern Physical Geology. [S.l.]: Saunders College Publishing. ISBN 978-0-03-025398-0
- Torsvik, Trond Helge; Steinberger, Bernhard (dezembro de 2006). «Fra kontinentaldrift til manteldynamikk» [From Continental Drift to Mantle Dynamics]. Geo (em norueguês). 8: 20–30. Consultado em 22 de junho de 2010. Cópia arquivada em 23 de julho de 2011,
translation: Torsvik, Trond Helge; Steinberger, Bernhard (2008). «From Continental Drift to Mantle Dynamics» (PDF). In:  Trond Slagstad; Rolv Dahl Gråsteinen. Geology for Society for 150 years – The Legacy after Kjerulf. 12. Trondheim: Norges Geologiske Undersokelse. pp. 24–38. Cópia arquivada (PDF) em 23 de julho de 2011 [Norwegian Geological Survey, Popular Science].
- Turcotte, D.L.; Schubert, G. (2002). «Plate Tectonics». Geodynamics 2nd ed. [S.l.]: Cambridge University Press. pp. 1–21. ISBN 978-0-521-66186-7
- Wegener, Alfred (1929). Die Entstehung der Kontinente und Ozeane 4th ed. Braunschweig: Friedrich Vieweg & Sohn Akt. Ges. ISBN 978-3-443-01056-0
- Wegener, Alfred (1966). The origin of continents and oceans. Traduzido por Biram John. [S.l.]: Courier Dover. p. 246. ISBN 978-0-486-61708-4
- Winchester, Simon (2003). Krakatoa: The Day the World Exploded: August 27, 1883. [S.l.]: HarperCollins. ISBN 978-0-06-621285-2
- Yuen, David A.; Maruyama, Shigenori; Karato, Shun-Ichiro; Windley, Brian F., eds. (2007). Superplumes: Beyond Plate Tectonics. Dordrecht, South Holland: Springer. ISBN 978-1-4020-5749-6

#### Artigos
- Andrews-Hanna, Jeffrey C.; Zuber, Maria T.; Banerdt, W. Bruce (2008). «The Borealis basin and the origin of the martian crustal dichotomy». Nature. 453 (7199): 1212–15. Bibcode:2008Natur.453.1212A. PMID 18580944. doi:10.1038/nature07011
- Blackett, P.M.S.; Bullard, E.; Runcorn, S.K., eds. (1965). A Symposium on Continental Drift, held in 28 October 1965. Col: Philosophical Transactions of the Royal Society A. 258. [S.l.]: The Royal Society of London. p. 323
- Bostrom, R.C. (31 de dezembro de 1971). «Westward displacement of the lithosphere». Nature. 234 (5331): 536–38. Bibcode:1971Natur.234..536B. doi:10.1038/234536a0
- Connerney, J.E.P.; Acuña, M.H.; Wasilewski, P.J.; Ness, N.F.; Rème H.; Mazelle C.; Vignes D.; Lin R.P.; Mitchell D.L.; Cloutier P.A. (1999). «Magnetic Lineations in the Ancient Crust of Mars». Science. 284 (5415): 794–98. Bibcode:1999Sci...284..794C. PMID 10221909. doi:10.1126/science.284.5415.794
- Connerney, J.E.P.; Acuña, M.H.; Ness, N.F.; Kletetschka, G.; Mitchell, D.L.; Lin, R.P.; Rème, H. (2005). «Tectonic implications of Mars crustal magnetism». Proceedings of the National Academy of Sciences. 102 (42): 14970–175. Bibcode:2005PNAS..10214970C. PMC 1250232. PMID 16217034. doi:10.1073/pnas.0507469102
- Conrad, Clinton P.; Lithgow-Bertelloni, Carolina (2002). «How Mantle Slabs Drive Plate Tectonics». Science. 298 (5591): 207–09. Bibcode:2002Sci...298..207C. PMID 12364804. doi:10.1126/science.1074161. Cópia arquivada em 20 de setembro de 2009
- Dietz, Robert S. (junho de 1961). «Continent and Ocean Basin Evolution by Spreading of the Sea Floor». Nature. 190 (4779): 854–57. Bibcode:1961Natur.190..854D. doi:10.1038/190854a0
- van Dijk, Janpieter; Okkes, F.W. Mark (1990). «The analysis of shear zones in Calabria; implications for the geodynamics of the Central Mediterranean». Rivista Italiana di Paleontologia e Stratigrafia. 96 (2–3): 241–70
- van Dijk, J.P.; Okkes, F.W.M. (1991). «Neogene tectonostratigraphy and kinematics of Calabrian Basins: implications for the geodynamics of the Central Mediterranean». Tectonophysics. 196 (1): 23–60. Bibcode:1991Tectp.196...23V. doi:10.1016/0040-1951(91)90288-4
- van Dijk, Janpieter (1992). «Late Neogene fore-arc basin evolution in the Calabrian Arc (Central Mediterranean). Tectonic sequence stratigraphy and dynamic geohistory. With special reference to the geology of Central Calabria». Geologica Ultraiectina. 92: 288. Cópia arquivada em 20 de abril de 2013
- Frankel, Henry (julho de 1978). «Arthur Holmes and continental drift». The British Journal for the History of Science. 11 (2): 130–50. JSTOR 4025726. doi:10.1017/S0007087400016551
- Harrison, C.G.A. (2000). «Questions About Magnetic Lineations in the Ancient Crust of Mars». Science. 287 (5453): 547a. doi:10.1126/science.287.5453.547a
- Heezen, B. (1960). «The rift in the ocean floor». Scientific American. 203 (4): 98–110. Bibcode:1960SciAm.203d..98H. doi:10.1038/scientificamerican1060-98
- Heirtzler, James R.; Le Pichon, Xavier; Baron, J. Gregory (1966). «Magnetic anomalies over the Reykjanes Ridge». Deep-Sea Research. 13 (3): 427–32. Bibcode:1966DSRA...13..427H. doi:10.1016/0011-7471(66)91078-3
- Holmes, Arthur (1928). «Radioactivity and Earth movements». Transactions of the Geological Society of Glasgow. 18 (3): 559–606. doi:10.1144/transglas.18.3.559
- Kasting, James F. (1988). «Runaway and moist greenhouse atmospheres and the evolution of Earth and Venus». Icarus. 74 (3): 472–94. Bibcode:1988Icar...74..472K. PMID 11538226. doi:10.1016/0019-1035(88)90116-9
- Korgen, Ben J. (1995). «A voice from the past: John Lyman and the plate tectonics story». Oceanography. 8 (1): 19–20. doi:10.5670/oceanog.1995.29
- Lippsett, Laurence (2001). «Maurice Ewing and the Lamont–Doherty Earth Observatory». Living Legacies. Consultado em 4 de março de 2008
- Lovett, Richard A. (24 de janeiro de 2006). «Moon Is Dragging Continents West, Scientist Says». National Geographic News. Cópia arquivada em 7 de fevereiro de 2006
- Lyman, J.; Fleming, R.H. (1940). «Composition of Seawater». Journal of Marine Research. 3: 134–46
- Mallard, Claire; Coltice, Nicolas; Seton, Maria; Müller, R. Dietmar; Tackley, Paul J. (2016). «Subduction controls the distribution and fragmentation of Earth's tectonic plates». Nature. 535 (7610): 140–43. Bibcode:2016Natur.535..140M. ISSN 0028-0836. PMID 27309815. doi:10.1038/nature17992. Consultado em 15 de setembro de 2016. Cópia arquivada em 24 de setembro de 2016
- Maruyama, Shigenori (1994). «Plume tectonics». Journal of the Geological Society of Japan. 100: 24–49. doi:10.5575/geosoc.100.24
- Mason, Ronald G.; Raff, Arthur D. (1961). «Magnetic survey off the west coast of the United States between 32°N latitude and 42°N latitude». Bulletin of the Geological Society of America. 72 (8): 1259–66. Bibcode:1961GSAB...72.1259M. ISSN 0016-7606. doi:10.1130/0016-7606(1961)72[1259:MSOTWC]2.0.CO;2
- McKenzie, D.; Parker, R.L. (1967). «The North Pacific: an example of tectonics on a sphere». Nature. 216 (5122): 1276–1280. Bibcode:1967Natur.216.1276M. doi:10.1038/2161276a0
- Moore, George W. (1973). «Westward Tidal Lag as the Driving Force of Plate Tectonics». Geology. 1 (3): 99–100. Bibcode:1973Geo.....1...99M. ISSN 0091-7613. doi:10.1130/0091-7613(1973)1<99:WTLATD>2.0.CO;2
- Morgan, W. Jason (1968). «Rises, Trenches, Great Faults, and Crustal Blocks» (PDF). Journal of Geophysical Research. 73 (6): 1959–182. Bibcode:1968JGR....73.1959M. doi:10.1029/JB073i006p01959
- Le Pichon, Xavier (15 de junho de 1968). «Sea-floor spreading and continental drift». Journal of Geophysical Research. 73 (12): 3661–97. Bibcode:1968JGR....73.3661L. doi:10.1029/JB073i012p03661
- Quilty, Patrick G.; Banks, Maxwell R. (2003). «Samuel Warren Carey, 1911–2002». Biographical memoirs. Australian Academy of Science. Consultado em 19 de junho de 2010. Cópia arquivada em 21 de dezembro de 2010. This memoir was originally published in Historical Records of Australian Science (2003) 14 (3).
- Raff, Arthur D.; Mason, Roland G. (1961). «Magnetic survey off the west coast of the United States between 40°N latitude and 52°N latitude». Bulletin of the Geological Society of America. 72 (8): 1267–70. Bibcode:1961GSAB...72.1267R. ISSN 0016-7606. doi:10.1130/0016-7606(1961)72[1267:MSOTWC]2.0.CO;2
- Runcorn, S.K. (1956). «Paleomagnetic comparisons between Europe and North America». Proceedings, Geological Association of Canada. 8 (1088): 7785. Bibcode:1965RSPTA.258....1R. doi:10.1098/rsta.1965.0016
- Scalera, G.; Lavecchia, G. (2006). «Frontiers in earth sciences: new ideas and interpretation». Annals of Geophysics. 49 (1). doi:10.4401/ag-4406
- Scoppola, B.; Boccaletti, D.; Bevis, M.; Carminati, E.; Doglioni, C. (2006). «The westward drift of the lithosphere: A rotational drag?». Geological Society of America Bulletin. 118 (1–2): 199–209. Bibcode:2006GSAB..118..199S. doi:10.1130/B25734.1
- Segev, A (2002). «Flood basalts, continental breakup and the dispersal of Gondwana: evidence for periodic migration of upwelling mantle flows (plumes)». EGU Stephan Mueller Special Publication Series. 2: 171–91. Bibcode:2002SMSPS...2..171S. doi:10.5194/smsps-2-171-2002
- Sleep, Norman H. (1994). «Martian plate tectonics» (PDF). Journal of Geophysical Research. 99 (E3): 5639. Bibcode:1994JGR....99.5639S. CiteSeerX 10.1.1.452.2751. doi:10.1029/94JE00216[ligação inativa]
- Soderblom, Laurence A.; Tomasko, Martin G.; Archinal, Brent A.; Becker, Tammy L.; Bushroe, Michael W.; Cook, Debbie A.; Doose, Lyn R.; Galuszka, Donna M.; Hare, Trent M.; Howington-Kraus, Elpitha; Karkoschka, Erich; Kirk, Randolph L.; Lunine, Jonathan I.; McFarlane, Elisabeth A.; Redding, Bonnie L.; Rizk, Bashar; Rosiek, Mark R.; See, Charles; Smith, Peter H. (2007). «Topography and geomorphology of the Huygens landing site on Titan». Planetary and Space Science. 55 (13): 2015–24. Bibcode:2007P&SS...55.2015S. doi:10.1016/j.pss.2007.04.015
- Spence, William (1987). «Slab pull and the seismotectonics of subducting lithosphere» (PDF). Reviews of Geophysics. 25 (1): 55–69. Bibcode:1987RvGeo..25...55S. doi:10.1029/RG025i001p00055
- Spiess, Fred; Kuperman, William (2003). «The Marine Physical Laboratory at Scripps». Oceanography. 16 (3): 45–54. doi:10.5670/oceanog.2003.30
- Tanimoto, Toshiro; Lay, Thorne (7 de novembro de 2000). «Mantle dynamics and seismic tomography». Proceedings of the National Academy of Sciences. 97 (23): 12409–110. Bibcode:2000PNAS...9712409T. PMC 34063. PMID 11035784. doi:10.1073/pnas.210382197
- Thomson, W. (1863). «On the secular cooling of the earth». Philosophical Magazine. 4 (25): 1–14. doi:10.1080/14786446308643410
- Torsvik, Trond H.; Steinberger, Bernhard; Gurnis, Michael; Gaina, Carmen (2010). «Plate tectonics and net lithosphere rotation over the past 150 My» (PDF). Earth and Planetary Science Letters. 291 (1–4): 106–12. Bibcode:2010E&PSL.291..106T. doi:10.1016/j.epsl.2009.12.055. hdl:10852/62004. Consultado em 18 de junho de 2010. Cópia arquivada (PDF) em 16 de maio de 2011
- Valencia, Diana; O'Connell, Richard J.; Sasselov, Dimitar D (novembro de 2007). «Inevitability of Plate Tectonics on Super-Earths». Astrophysical Journal Letters. 670 (1): L45–L48. Bibcode:2007ApJ...670L..45V. arXiv:0710.0699. doi:10.1086/524012
- Van Bemmelen, R.W. (1976). «Plate Tectonics and the Undation Model: a comparison». Tectonophysics. 32 (3): 145–182. Bibcode:1976Tectp..32..145V. doi:10.1016/0040-1951(76)90061-5
- Van Bemmelen, R.W. (1972), «Geodynamic Models, an evaluation and a synthesis», Amsterdam: Elsevies Publ. Comp., Developments in Geotectonics, 2
- Vine, F.J.; Matthews, D.H. (1963). «Magnetic anomalies over oceanic ridges». Nature. 199 (4897): 947–949. Bibcode:1963Natur.199..947V. doi:10.1038/199947a0
- Wegener, Alfred (6 de janeiro de 1912). «Die Herausbildung der Grossformen der Erdrinde (Kontinente und Ozeane), auf geophysikalischer Grundlage» (PDF). Petermanns Geographische Mitteilungen. 63: 185–95, 253–56, 305–09. Cópia arquivada (PDF) em 5 de julho de 2010
- Wezel, F.-C. (1988). «The origin and evolution of arcs». Tectonophysics. 146 (1–4). doi:10.1016/0040-1951(88)90079-0
- White, R.; McKenzie, D. (1989). «Magmatism at rift zones: The generation of volcanic continental margins and flood basalts». Journal of Geophysical Research. 94: 7685–729. Bibcode:1989JGR....94.7685W. doi:10.1029/JB094iB06p07685
- Wilson, J.T. (8 de junho de 1963). «Hypothesis on the Earth's behaviour». Nature. 198 (4884): 849–65. Bibcode:1963Natur.198..925T. doi:10.1038/198925a0
- Wilson, J. Tuzo (julho de 1965). «A new class of faults and their bearing on continental drift» (PDF). Nature. 207 (4995): 343–47. Bibcode:1965Natur.207..343W. doi:10.1038/207343a0. Cópia arquivada (PDF) em 6 de agosto de 2010
- Wilson, J. Tuzo (13 de agosto de 1966). «Did the Atlantic close and then re-open?». Nature. 211 (5050): 676–81. Bibcode:1966Natur.211..676W. doi:10.1038/211676a0
- Zhen Shao, Huang (1997). «Speed of the Continental Plates». The Physics Factbook. Cópia arquivada em 11 de fevereiro de 2012
- Zhao, Guochun; Cawood, Peter A.; Wilde, Simon A.; Sun, M. (2002). «Review of global 2.1–1.8 Ga orogens: implications for a pre-Rodinia supercontinent». Earth-Science Reviews. 59 (1): 125–62. Bibcode:2002ESRv...59..125Z. doi:10.1016/S0012-8252(02)00073-9
- Zhao, Guochun; Sun, M.; Wilde, Simon A.; Li, S.Z. (2004). «A Paleo-Mesoproterozoic supercontinent: assembly, growth and breakup». Earth-Science Reviews (Submitted manuscript). 67 (1): 91–123. Bibcode:2004ESRv...67...91Z. doi:10.1016/j.earscirev.2004.02.003
- Zhong, Shijie; Zuber, Maria T. (2001). «Degree-1 mantle convection and the crustal dichotomy on Mars» (PDF). Earth and Planetary Science Letters. 189 (1–2): 75–84. Bibcode:2001E&PSL.189...75Z. CiteSeerX 10.1.1.535.8224. doi:10.1016/S0012-821X(01)00345-4
- Hofmeister, Anne M.; Criss, Robert E.; Criss, Everett M. (2022). «Links of planetary energetics to moon size, orbit, and planet spin: A new mechanism for plate tectonics». In:  Foulger, Gillian R.; Hamilton, Lawrence C.; Jurdy, Donna M.; Stein, Carol A.; Howard, Keith A.; Stein, Seth. In the Footsteps of Warren B. Ahmilton: New Ideas in Earth Science. [S.l.: s.n.] pp. 213–222. ISBN 978-0-8137-2553-6. doi:10.1130/2021.2553(18)
- Doglioni, C. (1990). «The global tectonic pattern.». J. Geodyn. 12 (1): 21–38. Bibcode:1990JGeo...12...21D. doi:10.1016/0264-3707(90)90022-M
- Coates, Robert R. (1962). «Magma type and crustal structure in the Aleutian arc». The Crust of the Pacific Basin. Col: Geophysical Monograph Series. 6. [S.l.: s.n.] pp. 92–109. Bibcode:1962GMS.....6...92C. ISBN 9781118669310. doi:10.1029/GM006p0092